# Liste der Stolpersteine auf Ibiza

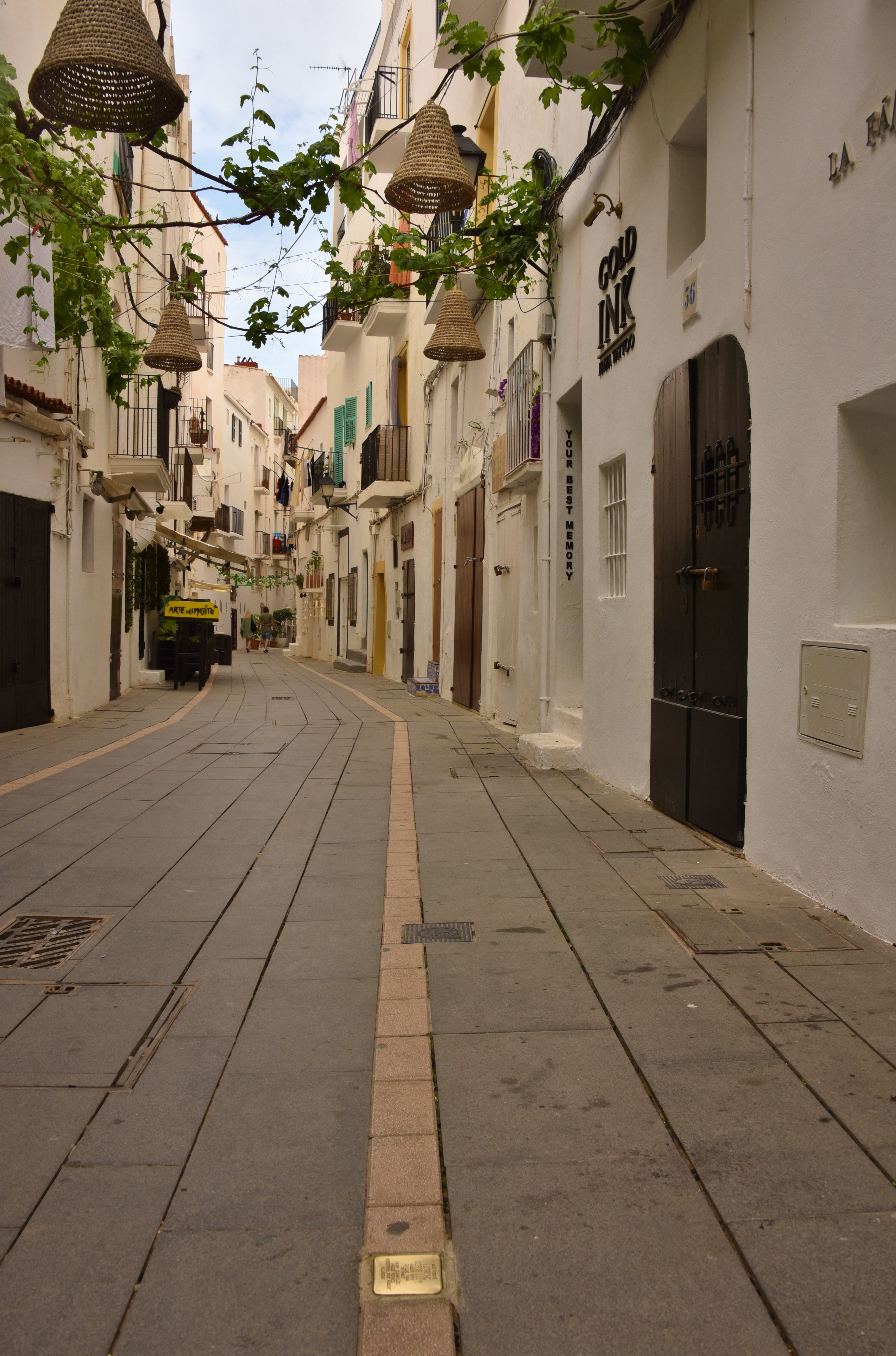
Stolperstein in Ibiza-Stadt

Die Liste der Stolpersteine auf Ibiza enthält die Stolpersteine auf der spanischen Insel Ibiza, Teil der Balearen, die vom Kölner Künstler Gunter Demnig verlegt wurden. Stolpersteine erinnern an das Schicksal der Menschen, die von den Nationalsozialisten ermordet, deportiert, vertrieben oder in den Suizid getrieben wurden. Sie liegen im Regelfall vor dem letzten selbstgewählten Wohnsitz des Opfers.
Die ersten Verlegungen in Spanien erfolgten am 9. April 2015 in Navàs und El Palà de Torroella, auf Ibiza am 15. Oktober 2022. Die katalanische Übersetzung des Begriffes Stolpersteine lautet: pedres que fan ensopegar. Auf Spanisch werden sie piedras de la memoria (Erinnerungssteine) genannt.

## Verlegte Stolpersteine
Auf Ibiza wurden 16 Stolpersteine an fünf Adressen verlegt, alle in Vila d'Eivissa, auf Deutsch Ibiza-Stadt.
| Stolperstein | Übersetzung | Verlegeort                | Name, Leben                      |
| ------------ | --- | ------------------------- | -------------------------------- |
|              | IN IBIZA-STADT LEBTE JOAN BONET RIBAS GEBOREN 1899 DEPORTIERT 1940 MAUTHAUSEN ERMORDET 10.1.1942 GUSEN                                  | Passeig de Vara de Rey 1  | Joan Bonet Ribas (1899–1941)     |
|              | HIER LEBTE ANTONI BONET TUR GEBOREN 1892 DEPORTIERT 1942 MAUTHAUSEN-GUSEN BEFREIT                                                       | Avenida Ignasi Wallis, 26 | Antoni Bonet Tur (1892–)         |
|              | HIER LEBTE VICENT CABANILLAS RAMÓN GEBOREN 1910 DEPORTIERT 1941 MAUTHAUSEN BEFREIT                                                      | Calle Portal Nou, 6       | Vicent Cabanillas Ramón (1910–)  |
|              | HIER LEBTE LLORENÇ COBOS LLUY GEBOREN 1919 EXIL 1939 VERHAFTET CAMP D'ARGELÈS GEFÄNGNIS VERNET, NORDERNEY, FORT RÉGENT BEFREIT          | Calle Enmig, 36 bis       | Llorenç Cobos Lluy (1919–)       |
|              | IN IBIZA-STADT LEBTE ANTONI FERRER CALVO GEBOREN 1909 EXIL 1939 DEPORTIERT 1940 MAUTHAUSEN-GUSEN BEFREIT                                | Passeig de Vara de Rey 1  | Antoni Ferrer Calvo (1909–)      |
|              | IN IBIZA-STADT LEBTE PERE FERRER GEBOREN 1916 VERHAFTET 1944 MOULIERES DEPORTIERT 1944 BUCHENWALD BEFREIT                               | Passeig de Vara de Rey 1  | Pere Ferrer (1909–)              |
|              | HIER LEBTE AGUSTÍ GUTIÉRREZ SERRA GEBOREN 1908 EXIL 1939 DEPORTIERT 1941 MAUTHAUSEN-GUSEN BEFREIT                                       | Calle Vista Alegre, 7     | Agustí Gutiérrez Serra (1908–)   |
|              | HIER LEBTE JUST GUTIÉRREZ SERRA GEBOREN 1917 EXIL 1939 DEPORTIERT 1940 MAUTHAUSEN-GUSEN BEFREIT                                         | Calle Vista Alegre, 7     | Just Gutiérrez Serra (1917–)     |
|              | IN IBIZA-STADT LEBTE VICENT JUAN TORRES GEBOREN 1913 DEPORTIERT 1941 MAUTHAUSEN BEFREIT                                                 | Passeig de Vara de Rey 1  | Vicent Juan Torres (1913–)       |
|              | IN IBIZA-STADT LEBTE BARTOMEU MARÍ ESCANDELL GEBOREN 1918 EXIL 1939 DEPORTIERT 1941 MAUTHAUSEN BEFREIT                                  | Passeig de Vara de Rey 1  | Bartomeu Marí Escandell (1918–)  |
|              | IN IBIZA-STADT LEBTE JOAN PALERM PLANELLS GEBOREN 1911 EXIL 1939 INTERNIERT IN GURS DEPORTIERT 1944 DACHAU, MAUTHAUSEN, EBENSEE BEFREIT | Passeig de Vara de Rey 1  | Joan Palerm Planells (1911–)     |
|              | IN IBIZA-STADT LEBTE ANTONI PLANELLS BONET GEBOREN 1909 EXIL DEPORTIERT 1944 DACHAU MAUTHAUSEN-MELK BEFREIT                             | Passeig de Vara de Rey 1  | Antoni Planells Bonet (1909–)    |
|              | IN IBIZA-STADT LEBTE VICENT RAMON TUR GEBOREN 1913 DEPORTIERT 1941 MAUTHAUSEN-SCHLIER BEFREIT                                           | Passeig de Vara de Rey 1  | Vicent Ramon Tur (1915–)         |
|              | IN IBIZA-STADT LEBTE ANTONI ROIG ROSSELLÓ GEBOREN 1901 EXIL 1939 CAMP VERNET DEPORTIERT 1941 MAUTHAUSEN ERMORDET 21.4.1942 STEYR        | Passeig de Vara de Rey 1  | Antoni Rosselló Roig (1901–1942) |
|              | IN SANT JOAN LEBTE JOAN TORRES RIBAS GEBOREN 1914 EXIL 1939 DEPORTIERT 1940 MAUTHAUSEN-GUSEN BEFREIT                                    | Passeig de Vara de Rey 1  | Joan Torres Ribas (1914–)        |
|              | IN IBIZA-STADT LEBTE BARTOMEU VALLORI ANDRADE GEBOREN 1924 EXIL 1939 DEPORTIERT 1942 MAUTHAUSEN BEFREIT                                 | Passeig de Vara de Rey 1  | Bartomeu Vallori Andrade (1924–) |

## Verlegedatum
- 15. Oktober 2022[1]